# Felipe Vizeu
Felipe Vizeu (Três Rios, 12 maart 1997) is een Braziliaans voetballer die doorgaans als aanvaller speelt. Hij stroomde in 2016 door vanuit de jeugd van Flamengo.

## Clubcarrière
Vizeu speelde in de jeugd voor América FC en Flamengo. Hij debuteerde op 26 mei 2016 in de Braziliaanse Série A, tegen Chapeccoense. Hij maakte meteen zijn eerste competitietreffer. Vizeu maakte op 10 juli 2016 twee treffers, tegen Atlético Mineiro.

## Clubstatistieken
| Seizoen     | Club        | Competitie  | Competitie | Competitie | Beker | Beker | Internationaal | Internationaal | Totaal | Totaal |
| Seizoen     | Club        | Competitie  | Wed.       | Dlp.       | Wed.  | Dlp.  | Wed.           | Dlp.           | Wed.   | Dlp.   |
| ----------- | ----------- | ----------- | ---------- | ---------- | ----- | ----- | -------------- | -------------- | ------ | ------ |
| 2016        | Flamengo    | Série A     | 15         | 5          | 1     | 0     | 1              | 0              | 17     | 5      |
| 2017        | Flamengo    | Série A     | 18         | 2          | 2     | 0     | 8              | 5              | 28     | 7      |
| 2018        | Flamengo    | Série A     | 0          | 0          | 0     | 0     | 0              | 0              | 0      | 0      |
| Club totaal | Club totaal | Club totaal | 33         | 7          | 3     | 0     | 9              | 5              | 45     | 12     |

Bijgewerkt t/m 4 mei 2018

## Interlandcarrière
Vizeu speelde elf wedstrijden voor Brazilië –20. Daarmee nam hij in 2017 deel aan het Zuid-Amerikaans kampioenschap –20, waarop hij vier keer scoorde.